# Wonderfalls
Wonderfalls est une série télévisée américano-canadienne en treize épisodes de 45 minutes, créée par Bryan Fuller et Todd Holland (Malcolm), dont seulement quatre épisodes ont été diffusés entre le 12 mars et le 1er avril 2004 sur le réseau Fox et en simultané sur le réseau Global au Canada.
Au Québec, la série a été diffusée à partir du 22 septembre 2004 à Télé-Québec, en Suisse à partir du 12 mars 2005 sur TSR2 et en France à partir du 27 avril 2005 sur Téva.

## Synopsis
Cette série raconte l'histoire de Jaye Tyler, une jeune femme de 24 ans, désabusée et narcissique, diplômée de philosophie mais vendeuse dans une boutique de souvenirs au pied des chutes du Niagara. Sa vie est tout à coup transformée lorsqu'un lion de cire (puis d'autres animaux) se met à lui parler et lui donne des conseils destinés à faire le bien autour d'elle.

## Distribution

### Acteurs principaux
- Caroline Dhavernas (VF : elle-même) : Jaye Tyler
- Katie Finneran (VF : Marjorie Frantz) : Sharon Tyler
- Tyron Leitso (VF : Damien Ferrette) : Eric Gotts
- Lee Pace (VF : Fabrice Nemo) : Aaron Tyler
- William Sadler (VF : Hervé Jolly) : Darrin Tyler
- Diana Scarwid (VF : Emmanuèle Bondeville) : Karen Tyler
- Tracie Thoms (VF : Annie Milon) : Mahandra McGinty

### Acteurs secondaires
- Neil Grayston : Alec
- Jewel Staite : Heidi Gotts
- Kari Matchett : Beth
- Gabriel Hogan : Thomas
- Bill Lake (en) : Detective Sloan
- Chelan Simmons : Gretchen Speck-Horowitz
- Morgan Drmaj : Bellman
- Mark Aiken (en) : Dr Frank Chambers
- Magdalena Alexander : Katya
- Sarah Drew : Bianca Knowles
- Rue McClanahan : Millie Marcus
- Carrie Preston : Sister Katrina
- Alex Rice (en) : Deanna Littlefoot
- Audrey Wasilewski : Cindy Bradley
- Kellie Waymire : Penelope
- Ryan Rajendra Black (en) : Bill Hooton
- Aidan Devine : Père Joe Scofield
- Louise Fletcher : Vivian Caldwell
- Kimberly Scott : Officier Hale
- Eddie Kaye Thomas : Fat Pat
- Ted Whittall (en) : Dick Johnson
- Patricia Zentilli (en) : Angie Olsen
- Spencer Breslin : Peter Johnson
- Glenn Fitzgerald : braqueur de banque
- Colin Fox : Fred Bradley
- Beth Grant : Marianne Marie Beattle
- Kathryn Greenwood : Ronnie
- Noah Klar : Robert
- Billy Merasty (en) : Jerry
- Aron Tager : Gwen
- Lise LeBel-Wagner : Elderly Yvette
- Kim Roberts : Peggy
- Jen Strickland : Holly

## Production
Cette série a été filmée à Toronto.
La série a été développée sous le titre The Maid of the Mist. Dans le pilote original, Kerry Washington jouait le rôle de Mahandra McGinty, et Adam Scott dans le rôle d'Aaron Tyler,.
Initialement prévue pour débuter en août 2003 avec Newport Beach (The O.C.), Fox l'a repoussée à la mi-saison, pour finalement commencer en mars 2004, peut-être pour éviter la compétition avec Le Monde de Joan (Joan of Arcadia), sur le réseau concurrent, CBS. Wonderfalls a alors reçu des critiques positives, mais une audience limitée dû à sa case horaire du vendredi (en), certains estimant qu'elle n'était qu'une copie du Monde de Joan, devenue une série populaire. Les deux séries se basaient en effet sur l'histoire de Jeanne d'Arc.
La Fox décida d'arrêter la diffusion de la série après quatre épisodes, mais à la suite d'une campagne de fans, un DVD des treize épisodes tournés (soit une saison complète) a été mis en vente le 1er février 2005. À l'étranger, dans les pays qui reprennent la série, la saison complète a été diffusée.

## Épisodes
Les épisodes sont listés dans l'ordre dans lequel les producteurs de la série avaient prévu qu'ils soient vus. Pour leur diffusion (bien que partielle), un ordre différent avait été adopté par la FOX.
1. S'en remettre au destin (Wax Lion)
2. Calamity Jaye (Pink Flamingos)
3. Le Dernier Mot (Karma Chameleon)
4. Crise de foi (Wound-Up Penguin)
5. Au-dessus des lois (Crime Dog)
6. Stars déchues (Barrel Bear)
7. L'Employée du mois (Muffin Buffalo)
8. Les Histoires d'amour (Lovesick Ass)
9. Une question de survie (Safety Canary)
10. Le Retour de la mariée (Lying Pig)
11. Le cauchemar continue (Cocktail Bunny)
12. L'Élue (Totem Mole)
13. Ce n'est qu'un au revoir (Caged Bird)

## Commentaires
Le personnage de Jaye Tyler est similaire à celui de George de Dead Like Me, série créée également par Bryan Fuller.
Caroline Dhavernas a dû se rendre à Paris durant deux semaines pour doubler sa propre voix.